# یواس‌اس لوزون (ای‌آرجی-۲)
یواس‌اس لوزون (ای‌آرجی-۲) (به انگلیسی: USS Luzon (ARG-2)) یک کشتی بود که طول آن ۴۴۴ فوت ۶ اینچ (۱۳۵٫۴۸ متر) بود. این کشتی در سال ۱۹۴۳ ساخته شد.